# 星光少男 KING OF PRISM
《KING OF PRISM》是一輯動畫系列，包含了2016年和2017年上映的兩部電影－「星光少男 KING OF PRISM by PrettyRhythm」和「星光少男 KING OF PRISM -PRIDE the HERO-」，2019年播映的一部電視動畫「星光王子 KING OF PRISM -Shiny Seven Stars-」，以及2020年上映的一部選作集。最新的一部電影作將於2024年夏季公佈，並預計將推出首款線上遊戲。

## 概要
此作是延續2013年播放的電視動畫《星光少女 彩虹舞台》世界觀三年後的作品，亦為裡面三位男角（神濱幸司、速水比呂、仁科一月）的延伸故事。青葉讓(菱田正和)劇本，人物設計和原案皆由《星光少女 彩虹舞台》人物設計師松浦麻衣擔任，CG監督為乙部善弘。
劇場版的背景是緊接「彩虹舞台」所登場的3位男星光舞者，描述在動畫版最終話所結成「Over The Rainbow」後所發生的全新劇情。這是《星光少女》系列繼2014年所公開的《劇場版 星光少女 群星閃耀 星光☆十強》的第2套劇場版。
於2015年10月4日舉辦的『Over The Rainbow SPECIAL FAN DISC』發售紀念活動中，當場發表製作預告。2016年1月9日起在新宿Wald 9上映。
香港把此作譯為「星光少男 彩虹舞台」，於8月24日於MCL德福戲院上映。
台湾把此作譯為「星光美男 彩虹舞台」，由木棉花國際代理，於9月1日在威秀影城上映4DX版本。
後續動畫在巴哈姆特播出，譯作「星光王子 KING OF PRISM -Shiny Seven Stars-」
該作的手機遊戲「KING OF PRISM プリズムラッシュ！LIVE」屬音樂節奏遊戲，支援IOS及Android 6.0以上系統。遊戲於2017年8月5日上架，免費下載。

## 內容簡介
華麗出道的Over The Rainbow。比呂、幸司與一月瞬間迷倒眾多少女的心爬到星光界的頂峰。為了以他們為目標，「Edel Rose」（エーデルローズ）陸陸續續吸納不少新生入學。正當比呂他們為準備四年一度的「星光天王盃」（プリズムキングカップ）而不繼練習時，突如其來的對立勢力「Schwartz Rose」（シュワルツローズ）的出現讓「Edel Rose」陷入困境…在那時，作為天才作詞作曲家且是Over The Rainbow支柱的幸司受到來自美國電影音樂製作的巨額邀請。明年就要面臨四年一度的星光天王盃，三人的前路將要面對「Edel Rose」的存亡危機。
來自「Schwartz Rose」的刺客。
| “ | 到底是誰能獲得「最能讓少女心動的明星」稱號而成為星光天王呢！？ | ” |

## 人物介紹

### Edel Rose（エーデルローズ）

#### Over The Rainbow
神濱幸司（Mihama Koji，配音員：柿原徹也（日本））
於本篇星光少女 彩虹舞台的男角，Over The Rainbow成員之一。應援色紫色。
天才作詞作曲家。喜歡結的姐姐糸，兩人現今為情侶。受過世的父親影響，作曲能力和廚藝皆一流。
為了以簽約金替學園償還債務而接下好萊塢的工作，前往美國並暫停星光時尚秀的活動。在星光天王杯結束時回國重新踏上舞台並從學園正式畢業。
速水比呂(曾譯作"速水廣(TVB粵語翻譯及台灣東森幼幼台的稱呼)"及"速水浩")（Hayami Hiro，配音員：前野智昭（日本））
於本篇星光少女 彩虹舞台的男角，Over The Rainbow成員之一。應援色水色。在組成Over The Rainbow前為黃色。
冰上王子殿下，現為「薔薇學園」的前輩。
因為比呂的女粉絲會為他送上黃玫瑰的通例，因此每次表演會場都會擺滿黄玫瑰。曾因幸司的離開和自己的個人歌曲被法月仁給搶走作抵額薔薇學園欠下的一百億而沮喪，後在冰室聖以其過去的經歷鼓勵後重新投入星光時尚秀，並在星光天王盃勝出成為新一屆的星光天王成功解救「薔薇學園」的倒閉危機。在結局中正式畢業並與隊友們一起建立Over The Rainbow 的專屬事務所。
仁科一月（Nishina Kaduki，配音員：增田俊樹（日本））
於本篇星光少女 彩虹舞台的男角，Over The Rainbow成員之一。應援色綠色。
充滿街頭魅力，在仁退任會長後正式入讀Edel Rose。
街頭派的領袖。對黒川冷的星光舞蹈充滿憧憬，一度前往深山修行。在星光天王盃中，由於學園的名額僅有3個，所以把代表位置讓給大河後，自己則代表Prism Stone出賽，並成功地完成他當年的目標和夢想表演出街頭星光舞蹈的精髓。雖然無法得到比赛評判的公正評分但卻獲得觀眾認可。在結局中正式畢業，但至今仍未對杏和若菜的表白作出回應繼續逃避兩人的質問。
很會照顧後輩，一直以來都有著一顆正直和熱血之心，杏、若菜和大河都是受到他的引導下成為星光舞者。為杏和若菜的單戀對象。
穿女裝會臉紅害羞。

#### 入學新生(Seven Stars/Septentration)
一條新（Ichijo Shin，配音員：寺島惇太（日本））
本作的主角。應援色赤色。明星系。
本作登場新生之一。憧憬Over The Rainbow。
很想成為像Over The Rainbow這樣的星光舞者，受到冰室聖的邀请而入讀「薔薇學園」。
總是開朗樂觀，具有天生的光輝、單純，猶如太陽般，很容易與人打成一片。幸司曾特别為他作個人歌曲，亦獲得一眾同伴的推廌，代表學園參賽星光天王杯。作為薔薇學園的7位台柱級星光舞者之一，在Prism 1期間組隊成「Seven Stars」參加決心拯救薔薇學園的危機。
一條與琉銥在第一部時於7/7第一次相遇，生日同天，而他們的聲優寺島惇太與蒼井翔太生日也同為8/11，官方表示聲優生日同天純屬巧合。
閃音/響渡（Shine，配音員：齋賀光希（日本））
新的前身，星光世界的使者，外表為銀髮紅眼。過去與凜音（琉銥前身）互相抱持好感，約定同在人間散播星光光芒。後來為權慾違抗星光系統而被系統下令抹殺，但凜音不忍下手而僅部分封印。在琉銥引導新接觸星光時尚秀後逐漸覺醒，在新的體內影響著他的訓練和時尚秀。其後因系統命令讓自己再次被琉銥封印，抹去了覺醒的進程。但在星光天王杯中琉銥反悔並取下其月亮耳環而再令他重新開始覺醒。
在琉銥於Prism 1表演星光時尚秀時，因發覺她對新產生愛意而生怨恨，結果完全覺醒並在琉銥的星光時尚秀中與其正身凜音交鋒，並利用其對新的愛意相威脅而中斷其表演，之後更控制新的身體進行星光時尚秀。最終因受Seven Stars對新的星光女神(荊凜音)發誓而誕生的誓言戒指Prism Ring所束縛而再次沉睡。根據純音所言「閃音」的星光時尚秀欠缺了温暖或觸動人心的感情而得不到觀眾給予的任何分數。
太刀花雪之丞（Tachibana Yukinojo，配音員：齊藤壯馬（日本））
本作登場新生之一。應援色青色。艷麗系。
歌舞伎界的王子，曾因外貌和舞台濃裝打扮而被新誤會為女生。不理雙親的強烈反對而入讀「薔薇學園」。
原本獲得星光天王杯的參賽資格，但把名額讓給新。
香賀美大河（Kougami Taiga，配音員：畠中祐（日本））
本作登場新生之一。應援色綠色。純情系。
憧憬著仁科一月的街頭系舞者，十分喜歡家鄉的七夕祭典。早在年少時的一次東京旅行中認識一月，在他教導下學會星光時尚秀。然而在長大後發現加入Over the Rainbow的一月風格變得有點輕浮，而不願承認對方是自己小時候所認識的偶像。後來由姊姊大空為他報名入讀薔薇學園並藉此重新認識一月，得知他對街頭系的初心從來沒變。他也因此特別厭惡與一月對立的大和亞歷山大。
個性無口，死硬派而且行為不良，拒絕穿薔薇學園的校服。雖然一度被一月推薦參賽星光天王杯，但是為了阻止大和亞歷山大繼續破壞舞台，而在對方比賽中途與他進行決鬥，導致兩人一起被大會取消資格。後來他在Prsim 1大和亞歷山大比賽途中再次介入，在真田理事的指示下被大會扣減其個人得分的50%以作懲罰，間接連累薔薇學園並為此一直耿耿於懷。結局中獲得一隻老虎外形、名為Torachi的幸運夥伴，從結局最後的預告片段中可見到它與亞歷山大的幸運夥伴Dorachi鬥嘴。
被女性踫到的話會出現抗拒反應，變得無法控制。
討厭咬蘋果時的咀嚼聲。
十王院翔/十王院一男（Juuouin Kakeru，配音員：八代拓（日本））
本作登場新生之一。應援色橘色。豪華系。
真名是「十王院一男」，表面上藉口覺得俗套，實際上是怕自己配不上這個名字而改名為「翔」，期望自己能在夢想中自由飛翔。總資產200兆日圓的十王院財團后嗣超富三代，同時也是財團的總經理兼董事，財團內部的員工們甚至偷偷地替他成立隱藏的粉絲俱樂部。然而，他也得面對與法月仁聯手、企圖搶奪其家族生意的反對派「九曜會」領導者真田泰山理事。
對引起女子注意的事毫無興趣，但在開發星光時尚秀的系統中發現了新的潛力，為了變得受歡迎而入讀「薔薇學園」。曾轉學至Schwartz Rose就讀以觀察其家族財團的投資成果，後在新加入「薔薇學園」時回歸。私底下為解決學園的危機而四出奔走，尋找贊助者，並為星光天王杯的評分系統推出改革，嘗試提升比賽的公正性。
事實上是個御宅族，但對商業管理別樹風格。
鷹梁港（Takahashi Minato，配音員：五十嵐雅（日本））
本作登場新生之一。應援色藍色。美味系。
擁有多位弟妹，因此自小就幫忙做料理和照顧弟妹。
其中一位妹妹實際上與其他家庭成員並沒直接血緣關係，對鷹梁港似乎有著特殊情結。
心如巨大的太平洋爱好和平。
就像大家的大哥哥一樣傾聽大家的苦惱的唯一存在，也負責帶領新生入學的指導工作。
受得幸司的真傳，在宿舍負責料理，專用同學討厭的蔬菜作為菜式的新嘗試，也愛製作同學們的家鄉小菜。
西園寺玲央（Saionji Leo，配音員：永塚拓馬（日本））
本作登場新生之一。應援色粉色。可愛系。
女生似的妹系男子，出生在設計師、攝影師和模特兒的家庭，有兩個雙胞胎姊姊，常常接解到可愛的東西。卻因為女性打扮和性格而曾在家鄉的學校中受到排斥，對此留下陰影。
一直以來總是優柔寡斷，仰慕雪之丞並視他為大哥與師父，曾向他學習歌舞伎的技巧。
稱雪之丞為『雪大人』。
總是想變得更有男子氣概，所以跟隨著姊姊們來到東京入讀「薔薇學園」。
涼野結（Suzuno Yu，配音員：內田雄馬（日本））
「HAPPY RAIN♪」成員之一涼野糸的弟弟。從前與媽媽住在北海道，現在已經與父親、姊姊團聚，並經常與家人、幸司一起在「Lucky Star」組隊表演。個性有點害羞。
應援色紫色。酷炫系。
憧憬貝兒。崇拜姐姐，也喜歡「HAPPY RAIN♪」。
本作成為「薔薇學園」的新生，想超越姐姐涼野糸、打敗情敵速水比呂。是七位新生中年紀最小的一位。
頭腦清晰，能作曲填詞，擅長搖滾樂器，雙手並用的天才，因為擔心「薔薇學園」未來而決意入讀。自己和隊友的個人歌曲及組合曲皆由其負責作曲。他也是罕見能在沒有幸運夥伴的情況下表演星光演唱會的星光舞者。在結局中提議把Seven Stars改為Septentration，意思源自北斗七星。
打扮酷炫，和姐姐的性格相似。
常自稱自己為偉大的宙斯(Zeus)。

#### 相關人員
山田遼（配音員：浪川大輔（日本））
薔薇學園的管理員，舍監兼教練，應援色粉色。在小時候得到響涉(即前星光使者「閃音」，一條新的前世及第二人格)的引導，而成為星光舞者。上一屆出身薔薇學園的星光天王，因被法月仁抹黑而被逼退下舞台。在星光天王杯後得到當時偽造證人為他澄清真相而洗白。
隨時隨地都在清洗浴場，偶爾會親手做宵夜，但烹飪能力一般，總是在深夜洗澡。

### Schwartz Rose（シュワルツローズ）
法月仁（Noriduki Jin，配音員：三木真一郎（日本））
前「薔薇學園」的管理者，在前作是一位「薔薇學園」旗下的星光舞者兼星光天王，是理事長法月皇的長子，冰室聖同父異母的哥哥。實際上面熱心冷、目中無人，仗著自己是主宰的名義而為人不擇手段。在被速水比呂和黑川冷揭發真相後，遭父親辭退其主宰一職並驅逐出學園。父親去世後繼承父親的遺產並且在真田理事的助力下截斷對「薔薇學園」的開支及挖角大部分學生，創立「Schwartz Rose」向聖和「薔薇學園」展開復仇計畫。
冰室聖在小时候曾仰慕年紀輕輕就首次當上星光天王的仁，而仁也曾經非常照顧聖和被父親發掘出來的天才──速水比呂，但隨着對於星光時尚秀的態度開始變質，變得利欲薰心，妒忌超越自己、更「奪去」雙親的歡心(包括法月仁的母親)和純音愛慕的聖。在過去選拔時因為在琉銥身上看見自己昔日影子，而對其非常重視且加以優待。單戀純音，並曾短暫地從聖手中奪過純音，但在她回到聖身邊後徹底失戀。在星光天王盃中試圖通過以控制評判評分的手段來擊敗薔薇學園，對學生的訓練手段亦非常殘忍。但在琉銥溫柔一面的影響下開始慢慢出現轉變，在Prism 1(薔薇大賽)時下令要以堂堂正正的手段取勝於聖的「薔薇學園」，於琉銥的面前亦盡力避免對學生表現出嚴厲刻薄的一面。最終雖然在Prism 1中勝出，但因為外界質疑評分不公，逼於壓力下擱置清拆「薔薇學園」舊校舍的計劃。在電視系列的結局預告與聖共同出現拜祭父親。
如月琉銥／凜音（Kisaragi Louis／Rinne，配音員：蒼井翔太（如月琉銥）／佐倉綾音（凜音）（日本））
應援色藍色，出生地東京都新宿區四谷。
猶如月亮般的謎之美少年。引導一條新成為星光舞者，實為星光世界的女性使者凜音改變而來。千年前仍為凜音形態時與男性使者閃音同被使派到本作的世界傳播星光光芒。
在本作開始的若干時間前，閃音為了支配世界的星光而玷污了人類的星光時尚秀，結果系統管理者下令凜音將其封印。及後凜音多次執行自毀程序試圖與閃音同去，但被系統抹去記憶阻止，並暫讓她兼顧（本應由閃音執行）孕育男性舞者的責任。但因為凜音女性本質的情感缺陷導致星光系統再次陷入危機。在前作彩虹舞台茱莉（凜音化身）的事故發生後，系統決定再次改寫使者的程序。終決定轉化凜音型使者的女性肉體以杜絕與人類的禁忌關係，但保留女性本性以避免重演閃音型使者的黑歷史。最終產生男性肉身女性本性的琉銥型使者，並被重新派到此世界執行使命。
入住「Schwartz Rose」的大廈最上層，常在大浴池洗澡時跟仁的對話。
仁利用琉銥翻唱比呂的個人曲《PRIDE》來打擊比呂的形象和自信，並企圖讓他成為新一屆的星光天王。然而如月為發揮出自己最好的表現（以把星光光芒帶給觀眾尤其是新）而用其個人曲《ルナティックDEStiNY》進行表演且取得滿分的評價。
曾經向一條新打趣說兩人在千年前早已相識(給他的墜子上有閃音的照片)。事實上閃音在被封殺後轉生成為一條新，與再被使派至本世界的琉銥重逢。琉銥因閃音留下的吊墜而保留對閃音的記憶，並開始引導新成為星光舞者，令其體內的閃音逐漸覺醒。系統在發現閃音依然存在後再次下令，逼使琉銥一度徹底封印新的星光跳躍以阻止其體內的閃音覺醒。但在星光天王杯中，琉銥反悔且決心違背星光系統，取下月亮耳環並折斷自己的彩虹夢幻羽翼。對新星光跳躍的封印由此解開，閃音亦再度開始恢復力量，琉銥從此與星光系統決裂。
由於彩虹夢幻羽翼已折斷，所以琉銥日後改為使用黑夜夢幻羽翼，避免在Prism 1賽事以外表演星光時尚秀。在Prism 1期間琉銥漸對一條新產生感情，觸發閃音的完全覺醒及黑化而令自己在賽事中失手。因顧慮再次抹殺閃音會對新造成影響，而被逼讓閃音折斷自己的黑夜夢幻羽翼奪去使者的能力。其後因Seven Stars在星光時尚秀中與觀眾結下的誓約所凝聚的星光光芒，令凜音程序覺醒為新的星光女神而挽救自己的生命，翅膀狀態亦恢復至黑夜夢幻羽翼及天使羽翼之間。現時留在人間中守護着一條新。
大和亞歷山大（Yamato Alexander，配音員：武內駿輔（日本））
應援色紫色。左撇子。
星光時尚秀的破壞者，街頭暴君，是仁對付一月的殺手鐧。父親是船長，母親則經營酒吧維生。在星光天王杯中因破壞舞台而被取消參賽資格。
憧憬着黑川冷，曾在年少時被黑川所救，因此開始對街頭星光時尚秀產生興趣。知道黑川冷毅然退出比賽及演藝界隱居幕後的決定後非常失落，決心要成為新的街頭教主且不容許他人沾染街頭教主的名號，尤其是被他視為表現輕浮的仁科認為他已不再適合當街頭派的領導者。對被其認為屬於軟弱的學院派和其星光時尚秀非常不屑，在星光天王杯中不負責任地破壞舞台並表示這種花哨的競賽沒有意義。
在Prism 1期間受到黑川的啟蒙而產生微妙轉變，性情不再如以往般專橫，風格亦有所改變。雖仍使用著街舞風格但在表演中加入娛樂的元素，目的亦不再是破壞舞台而是盡力帶動觀眾的氣氛。根據一月所言在Prism 1中的表現比大河更勝一籌。目前獲得一隻名為Dorachi的幸運夥伴，外表是一頭綠色的恐龍，尾巴能當作充電線，愛吃銅鑼燒。電視動畫的結局中出現在Prism Stone工作。
高田馬場喬治（配音員：杉田智和（日本））
應援色黃色，出生岡山縣岡山市。高一生，O型，甜蜜系。
第二部《PRIDE the HERO》登場角色，「Schwartz Rose」內「YMT29」最傑出的5位精英組成的「The Shuffle」之隊長，在「Prism 1」之後單飛出道。有被虐狂的特質，經常被法月仁鞭打。原名是本川則之，「高田馬場喬治」是法月仁按照「YMT29」和「The Shuffle」成員的名字規則而改的藝名。由於父親經營紡織廠，所以自小擅長針線編織。過去曾是一名戴眼鏡的胖子，為求當上星光舞者而決定減重和改變形象，與法月仁一樣會為求目的而不擇手段。
原本要唱角色歌的杉田智和因無法用假音唱歌，故讓小林竜之（池袋艾斯的聲優）演唱。在本作設定中，喬治亦是由替補隊友池袋艾斯（後來在「Prism 1」的組合曲比賽中正式出道及繼任「The Shuffle」的隊長一職）一直在幕後代唱且隱瞞眾人的耳目，只有Schwartz Rose內部的重要人士和喬治的青梅竹馬美夜才知曉。在以Prism 1的全場最高分MVP勝出，以及艾斯正式出道後，漸漸有聲音懷疑其幕後代唱以及兩人曾於個人演出中同台表演星光跳躍，因此遭質疑評分不公。

#### The Shuffle
池袋艾斯（配音員：小林竜之（日本））

### 星光少女•彩虹舞台 角色
黑川冷（Kurokawa Rei，配音員：森久保祥太郎（日本））
應援色红色，出生于神奈川県横浜市。《Prism Stone》的經理，與冰室、仁為同一時期的星光舞者，前任街頭教主，被後輩們稱為Cool先生。幸運夥伴是摩摩，即《Prism Stone》的老闆荊千里。在結局預告中復出 以Cool先生的形象重新擔任街頭教主。
冰室聖（Himuro Hijiri，配音員：關俊彥（日本））
應援色白色，出生於長野縣北佐久郡軽井沢町。
前星光協會會長，現任「薔薇學園」管理者，法月皇和冰室瑪莉亞的私生子，法月仁同父異母的弟弟。在父親過世後被仁以債務問題驅逐「薔薇學園」離開青山校舍，僅繼承前身為修道院的舊房子以支撑華京院學園(薔薇學園男校)的運作，而女校則交托給貝兒獨立運營。在星光天王杯後把校舍搬遷至新建大廈中重新把男女校合併也與Over the rainbow、Bell Rose的事務所共用同一棟辦公大樓。此外也保留舊校舍給一條新等人使用。
11月23日生，射手座，B型，應援色白色，出生于長野縣北佐久郡軽井沢町。天羽茱莉的戀人，兩人目前已經訂婚。在結局預告中拜祭父母時與仁一同出現。
天羽純音（Amou June，配音員：宍戶留美（日本））
前星光天后兼星光世界的使者，因星光女神的約束而喪失過去的記憶。在《King Of Prism》電影中的形象是一位經常拜訪着Edel Rose教堂，身穿修女裝，甚少說話的女子。和聖是戀人。曾因不明原因投靠仁，後來在如月琉銥進行星光時尚秀時恢復昔日的記憶（同時亦知道琉銥是星光世界的星光使者「鈴音」其中系統之一），在星光天王杯完結後回到聖的身邊。兩人目前已經訂婚，而純音也回歸到Dear Crown重新擔任代言人的工作，但仍因星光女神的約束而無法表演星光時尚秀。然而現在可以感知星光世界的管理方式，在Prism 1中察覺到新是「閃音」的宿主，且其星光時尚秀被閃音所控制，亦見證星光光芒再次消失和重現在世上、以及鈴音成為星光世界新一任的的星光女神兼管理系統之一。

## 工作人員
- 原作：Takara Tomy Arts、Syn Sophia
- 導演：菱田正和
- 編劇：青葉讓
- 人物原案、人物設定：松浦麻衣
- CG總監：乙部善弘
- 星光舞台演出：京極尚彥
- 音樂：石塚玲依
- 音樂監督：長崎行男
- 音樂製作：Avex Pictures
- 音響製作：HALF H・P STUDIO
- 動畫製作：龍之子製作公司
- 製作：KING OF PRISM製作委員會

## 電視動畫
2019年4月8日在東京電視台、BS東視播出。台灣巴哈姆特譯作「星光王子 KING OF PRISM -Shiny Seven Stars-」

### 工作人員
- 原作：Takara Tomy Arts、Syn Sophia
- 導演：菱田正和
- 副導演：渡邊 葉
- 編劇：青葉譲(菱田正和)
- 角色原型：松浦麻衣
- 角色設計：原 將治
- 子角色设计：諏訪壮大、戶田沙耶香、水澤智可
- 總作畫導演：原 将治、戶田沙耶香、黑川步美、諏訪壮大
- CG總監：乙部善弘
- 星光舞台演出︰京極尚彥、乙部善弘、 今中菜菜
- 色彩設計：赤間三佐子
- 美術導演：Scott MacDonald
- 美術設定：高橋麻穗
- 攝影導演：神木正士
- 動畫製作：龍之子
- 編輯：坂本雅紀（森田編輯室）
- 音樂︰ 石塚玲依
- 音樂監督︰ 長崎行男
- 音樂製作：Avex Pictures
- 音響製作︰ HALF H・P STUDIO
- 製作：KING OF PRISM製作委員會

### 播放電視台
日本深夜動畫：下文記載的日本国内播放時間使用日本標準時間（UTC+9）表示。因為部分時間标识會採用30小时制，因此請留意这类超过24:00的时间，其實際播放時間為翌日清晨。
| 播放地區   | 播放電視台 | 播出日期        | 播出時間              | 所屬聯播網 | 備註             |
| ---------- | ---------- | --------------- | --------------------- | ---------- | ---------------- |
| 關東廣域圈 | 東京電視台 | 2019年4月8日－  | 週一 1時35分－2時05分 | 東京電視網 |                  |
| 愛知縣     | 愛知電視台 | 2019年4月8日－  | 週一 1時35分－2時05分 | 東京電視網 |                  |
| 大阪府     | 大阪電視台 | 2019年4月8日－  | 週一 2時05分－2時35分 | 東京電視網 |                  |
| 日本全國   | BS東視     | 2019年4月10日－ | 週三 0時30分－1時00分 | 衛星電視   | 4K超高清畫質播出 |

| 播放地區 | 播放電視台 | 播出日期 | 播出時間 | 所屬聯播網 | 備註 |
| -------- | ---------- | -------- | -------- | ---------- | ---- |

| 播放地區 | 播放電視台 | 播出日期 | 播出時間 | 所屬聯播網 | 備註 |
| -------- | ---------- | -------- | -------- | ---------- | ---- |

## 外部連結
- （日語）「KING OF PRISM by PrettyRhythm」官方網站 （页面存档备份，存于）
- （日語）星光少男 KING OF PRISM的X（前Twitter）